# Sánta András
Sánta András (Brassó, 1985. június 1. –) magyar labdarúgó és labdarúgó edző, a Fehér Miklós Labdarúgó Akadémián.